# Гіві Іукурідзе
Іукурідзе Гіві (груз. გივი იუკურიძე; нар. 1956) — грузинський генерал, начальник Генерального Штабу Грузії (2004)
Призначений начальником Генерального штабу у лютому 2004, знятий у серпні 2004. До призначення був начальником Головного Військового Інспекторату. Знятий з початком російсько — грузинської війни як військовий, котрий проходив військовий вишкіл в радянських військових закладах. Був призначений військовим атташе в Російській Федерації.